# Guy Lavallée
 (mai 2025).
Motif : Où sont les sources secondaires, centrées et indépendantes qui montrent que les critères d'admissibilité sont atteints ?
- Archive Wikiwix
- Bing
- Cairn
- DuckDuckGo
- E. Universalis
- Gallica
- Google
- G. Books
- G. News
- G. Scholar
- Persée
- Qwant
- (zh) Baidu
- (ru) Yandex
- (wd) trouver des œuvres sur Wikidata

| 1. | Préciser le motif de la pose du bandeau. | Précisez le motif de la pose du bandeau en utilisant la syntaxe suivante : {{admissibilité à vérifier\|date=août 2025\|motif=remplacez ce texte par le motif}}                    |
| 2. | Informer les utilisateurs concernés.     | Pensez à avertir le créateur de l'article, par exemple, en insérant le code ci-dessous sur sa page de discussion : {{subst:avertissement admissibilité à vérifier\|Guy Lavallée}} |

Guy Lavallée, né le 14 mars 1944 à Montmorency, est un photographe et psychanalyste français.
Très jeune, il se passionne pour la photographie qu’il étudie à l’I.F.P. Devenu photographe professionnel, il a enseigné à l’École de l’image de la CCIP (Gobelins) sa compréhension de la lumière et des processus créatifs, de 1981 à 2008. Il réalise en particulier une série remarquée de photos de Michael Balint en 1968.
Ses activités de photographe et de psychanalyste se développent en se complétant tout au long de sa carrière, marquée par une approche originale des mécanismes de perception visuelle,,.
À partir des années 1970, il travaille à l’hôpital de jour pour adolescents du Centre Etienne Marcel à Paris avec Jean-Luc Donnet puis Jean José Baranes comme médecins directeurs. Il y crée et anime, de 1973 à 2008, des ateliers à finalité thérapeutique utilisant l’image photo puis vidéo. De la théorisation de ce travail sont issues une série de publications avec Didier Anzieu,et un livre sur la question de « l'Enveloppe visuelle du moi » (1999). 
Conjointement, il se forme à la psychanalyse. Il a été, dans sa jeunesse, le patient de Pierre Mâle et beaucoup plus tard l’analysant de Colette Jeanson. Pour son cursus à la SPP, il a choisi Raymond Cahn comme premier superviseur. Il a suivi le séminaire de Benno Rosenberg consacré à la lecture des écrits de Freud après 1920, puis il a participé activement au séminaire clinique hebdomadaire d’André Green, de sa création jusqu’à sa fin.
Il suit le cursus de la Société psychanalytique de Paris (SPP) de 1993 à 2003 dont il devient membre adhérent. En 2003, il est diplômé de l'International Psychoanalytical Association.
André Green a fait appel à lui pour le colloque de Cerisy (sept.2004) organisé autour de son œuvre, et pour des exposés cliniques, à deux de ses Séminaires Européens. JL.Donnet et Françoise Coblence l’ont sollicité en 2008 pour participer au colloque René Diatkine à Deauville aux côtés de Paul Denis et de Laurence Kahn. Des travaux marquants de Guy Lavallée portent sur « le potentiel hallucinatoire » et « l’hallucinatoire de transfert », il a pu en exposer l’essence à l’invitation de la Société Belge de Psychanalyse en octobre 2005. 
En 2012, il obtient le prix Pierre Mâle, attribué tous les deux ans par la SPP pour une recherche psychanalytique originale concernant l’adolescence, pour “ « Je ne sens rien ! » : psychothérapie psychanalytique intensive d’un effondrement psychotique à l’adolescence” in : A. Green (dir), Les voies nouvelles de la thérapeutique psychanalytique, PUF, 2006, pp. 266-300.
Il est formateur occasionnel dans plusieurs organismes, dont l'ATEPP CEFAT (Les pinceaux) depuis 2009, et Paris 7.
Dans son ouvrage,  « Le moi –matière – aux sources de l'émotion », paru en 2024, il explore le devenir psychique de l'intérieur du corps,.

## Publications

### Ouvrages
| Année | Titre                                                     |          |
| ----- | --------------------------------------------------------- | -------- |
| 1999  | L'enveloppe visuelle du Moi, perception et hallucinatoire | Dunod    |
| 2024  | Le moi-matière - Aux sources de l'émotion                 | In Press |

### Chapitres d'ouvrage
| Année | Titre | |
| ----- | --- | --- |
| 1991  | Éprouver | in La question psychotique à l'adolescence, JJ Baranes et al. Dunod                                                         |
| 1993  | La boucle contenante et subjectivante de la vision (sa rupture dans les états psychotiques)                                                       | in Les contenants de pensée (1993) / Didier Anzieu et al Dunod                                                              |
| 1994  | L'écran hallucinatoire négatif de la vision | in L'activité de la pensée : émergences et troubles (1994) / Didier Anzieu et al. Decitre                                   |
| 2000  | L'interlocuteur transitionnel et sa médiation symbolisante : à la recherche d'une position professionnelle spécifique à partir de la psychanalyse | In Raoult P.A. : Le transfert en extension.Editions Lharmattan                                                              |
| 2003  | Penser les limites psychiques à partir de Didier Anzieu                                                                                           | in Limites, liens et transformations Dunod                                                                                  |
| 2005  | L'enveloppe du rêve et l'hallucinatoire de transfert : hypothèses sur le dégagement d'un trauma nocturne                                          | in Autour de l’œuvre d'Andre Green ( et en sa présence: commentaires d'A.Green) sous la direction d'Uribarri et Richard PUF |
| 2006  | "Je ne sens rien!" : psychothérapie psychanalytique intensive d'un effondrement psychotique à l'adolescence                                       | in Andre Green Le dedans et le dehors, les voies nouvelles de la thérapeutique analytique. PUF                              |
| 2008  | Aimer, détruire, survivre : père et fils | in l'image du père dans la culture contemporaine, hommage à A.Green, sous la dir. de D.Cupa PUF,                            |
| 2009  | Destins de l'hallucinatoire : images traumatiques et antitraumatiques                                                                             | in La violence de l'image F.Houssier et al in Press                                                                         |
| 2014  | La force et le sens: hallucinatoire et symbolisation                                                                                              | in Anne Brun René Rousillon et al., Formes primaires de symbolisation, Dunod                                                |
| 2017  | Pour introduire le Moi-Matière Chantiers d'art-thérapie n°005, 2017, Les lois de la matière, ed. Les Pinceaux. pp 60-76                           | Chantiers d'art-thérapie n°005, 2017, Les lois de la matière, ed. Les Pinceaux. pp 60-76                                    |
| 2020  | Excitations et psychoses. À partir de la pensée d’André Green                                                                                     | Dans Excitation |

### Articles de revue
| Année | Titre |                                                                                                 |
| ----- | --- | ----------------------------------------------------------------------------------------------- |
| 1985  | Du perçu au pensé, de la chose au vivant : un adolescent autiste photographie                                           | in Le Coq-Héron, n° 96                                                                          |
| 1989  | L'interlocuteur transitionnel : psychose et réflexivité                                                                 | in Le Coq-Héron, n° 110                                                                         |
| 1991  | L'objectif et le miroir. Psychose et image enregistrée                                                                  | in Adolescence, vol. 9, n° 1                                                                    |
| 1995  | Des "lanternes magiques" à "l'enveloppe visuelle" du moi                                                                | in Revue française de psychanalyse, vol. 59, n° 2                                               |
| 1996  | La mort dans les yeux : un aveugle congénital recouvre la vue : le cas S.B.                                             | in Revue française de psychosomatique, n° 10                                                    |
| 1997  | Pas le temps ! Notes sur les contenants du temps                                                                        | in Adolescence, n° 30                                                                           |
| 2001  | Au vif de la dynamique préfigurative : le "quantum hallucinatoire"                                                      | n Bulletin de la Société Psychanalytique de Paris, n° 60                                        |
| 2001  | Le potentiel hallucinatoire, son organisation de base, son accueil et sa transformation dans un processus analytique    | in Revue française de psychosomatique, n° 19                                                    |
| 2002  | Intrication pulsionnelle et hallucinatoire                                                                              | in Bulletin de la Société Psychanalytique de Paris, n°63                                        |
| 2003  | La honte salvatrice | in Revue française de psychanalyse, vol. 67, n° 5 spécial congrès                               |
| 2003  | Penser les limites psychiques à partir de Didier Anzieu                                                                 | in Limites, liens et transformations Dunod                                                      |
| 2003  | L'enveloppe visuelle du moi et l'hallucinatoire                                                                         | Dans Cahiers de psychologie clinique (2003/1 n°20)                                              |
| 2004  | Transformer la destructivité par le travail de l'hallucinatoire ?                                                       | in Bulletin de la Société Psychanalytique de Paris, n° 72                                       |
| 2004  | Vision, pensée, narcissisme : que se passe-t-il quand "tout est visuel" ?                                               | in Adolescence, n° 49                                                                           |
| 2004  | Transformer la destructivité par le travail de l'hallucinatoire ?                                                       | in Revue française de psychanalyse, vol. 68, n° 5 spécial congrès                               |
| 2005  | De l'hallucination à l'hallucinatoire                                                                                   | in Psychanalyse et psychose, n° 5                                                               |
| 2005  | Le tiers analytique : un attracteur substituable ?                                                                      | in Revue française de psychanalyse, vol. 69, n° 3 (2005)                                        |
| 2005  | Sublimations de vie et de mort : décorporation ou excorporation ?                                                       | in Revue française de psychanalyse, vol. 69, n° 5 spécial congrès                               |
| 2006  | Quelques propositions pour une troisième topique                                                                        | in Bulletin de la Société Psychanalytique de Paris, n° 79                                       |
| 2006  | L'énergétique et le sensible : le potentiel hallucinatoire et l'hallucinatoire de transfert                             | in Revue belge de psychanalyse, n° 48                                                           |
| 2006  | Quelques propositions pour une troisième topique                                                                        | in Revue française de psychanalyse, vol.70, n° 5 spécial congrès                                |
| 2007  | Où suis-je ? | in Revue française de psychanalyse, vol. 71, n° 1                                               |
| 2007  | Quand la parole ne soulage pas                                                                                          | in Bulletin de la Société Psychanalytique de Paris, n° 83                                       |
| 2007  | La psychanalyse à l'épreuve des états autodestructeurs                                                                  | in Revue française de psychosomatique, n° 32                                                    |
| 2008  | Transformer le désir de mourir en désir de dormir : cadre, fantasme et énergétique hallucinatoire                       | in Revue française de psychanalyse, vol. 72, n° 5                                               |
| 2009  | Destins de l'hallucinatoire : images traumatiques et antitraumatiques                                                   | in La violence de l'image F.Houssier et al in Press                                             |
| 2010  | La vidéo : pour-quoi faire ?                                                                                            | in Le Carnet PSY, n° 142                                                                        |
| 2010  | A partir de Winnicott : le psychanalyste trouvé-créé                                                                    | in Bulletin du groupe Méditerranéen de la Société Psychanalytique de Paris, n° 19               |
| 2010  | Notes sur l'âme, l'incarnation, l'affect et l'hallucinatoire                                                            | in Revue française de psychanalyse, vol. 74, n° 5                                               |
| 2011  | La matrice énergétique et l'espoir                                                                                      | in Revue française de psychanalyse, vol. 75, n° 5                                               |
| 2011  | La vidéo: pour-quoi-faire?                                                                                              | Dans les médiations thérapeutiques                                                              |
| 2012  | Dynamique œdipienne et espace transférentiel                                                                            | in Revue française de psychanalyse, vol. 76,n° 5                                                |
| 2013  | Principe paternel et grand écart théorico-pratique                                                                      | in Revue française de psychanalyse, vol. 77, n° 5                                               |
| 2014  | L'espoir et l'idéal | Dans Adolescence (2014/1 T. 32 n°1)                                                             |
| 2015  | Le principe de liaison prime le principe de plaisir                                                                     | Dans Revue française de psychanalyse (2015/5 Vol. 79)                                           |
| 2016  | Le devenir psychique des perceptions                                                                                    | Dans Revue française de psychosomatique (2016/1 n° 49)                                          |
| 2016  | Le moi et la créativité inconsciente                                                                                    | Revue Française de Psychanalyse, Paris, P.U.F., Tome 5, 2016, Le moi inconscient, pp. 1502-1508 |
| 2017  | Altérité et subjectivation                                                                                              | Revue Française de Psychanalyse, Paris, PUF,5, 2017, Interpréter,p1489-1495                     |
| 2017  | Pour introduire le Moi-Matière Chantiers d'art-thérapie n°005, 2017, Les lois de la matière, ed. Les Pinceaux. pp 60-76 | Chantiers d'art-thérapie n°005, 2017, Les lois de la matière, ed. Les Pinceaux. pp 60-76        |
| 2019  | Aux confins de la vie psychique : "le Moi-Matière"                                                                      | Revue Française de Psychanalyse, Paris, PUF,4, 2019, Infini et illimité 1221-1235               |
| 2019  | Le processus fétichisant, lieu transitionnel de la bisexualité psychique                                                | Revue Française de Psychanalyse, Bisexualité et genre Paris, PUF, 5, 2019, , p 1593-1598        |
| 2020  | Pulsion de vie:lier coûte que coûte, investir sans fin, espérer toujours, aimer encore...                               | Revue Française de psychanalyse, Pulsion de vie,84(4): 881-892                                  |
| 2021  | Discussion : Allons voir ailleurs si le sujet y est encore ! À la mémoire de Raymond Cahn                               | Dans Le Carnet Psy (2021/4 N° 243)                                                              |
| 2021  | L'ambition thérapeutique des médiations                                                                                 | Psychiatrie Française, Thérapies et médiations,vol L 3/20 juin 2021                             |
| 2022  | Polymorphie de la représentation et dynamique hallucinatoire                                                            | Dans imaginaire et inconscient (2022/2 n°50)                                                    |
| 2022  | L'objet cet inconnu | Revue Française de Psychanalyse 2022/5 (Vol. 86)                                                |
| 2022  | Espérance et négativité                                                                                                 | Revue Française de Psychanalyse 2022/3 (Vol. 86)                                                |
| 2024  | Tenir le monde dans sa main                                                                                             | Dans le Carnet Psy (2024/7 N°272)                                                               |